# Lista dos vencedores da NASCAR Truck Series

## Tabela de Vitórias
Atualizado em: 3 de Novembro de 2023, após a Lucas Oil 150, em Phoenix.
* Pilotos campeões da NASCAR Truck Series.
     Pilotos ativos que estão disputando a temporada completa na Truck Series.
     Pilotos ativos que estão participando somente de algumas corridas na temporada atual da Truck Series.
     Pilotos membros do Hall da Fama da NASCAR.
| Piloto               | Vitórias |
| -------------------- | -------- |
| Kyle Busch           | 64       |
| Ron Hornaday Jr. *   | 51       |
| Mike Skinner *       | 28       |
| Jack Sprague *       | 28       |
| Johnny Sauter *      | 24       |
| Todd Bodine *        | 22       |
| Dennis Setzer        | 18       |
| Greg Biffle *        | 17       |
| Ted Musgrave *       | 17       |
| Matt Crafton *       | 15       |
| Johnny Benson Jr. *  | 14       |
| Kevin Harvick        | 14       |
| Mike Bliss *         | 13       |
| Brett Moffitt *      | 13       |
| John Hunter Nemechek | 13       |
| Joe Ruttman          | 13       |
| Timothy Peters       | 11       |
| Grant Enfinger       | 10       |
| Bobby Hamilton *     | 10       |
| Travis Kvapil *      | 9        |
| Zane Smith *         | 9        |
| William Byron        | 8        |
| Sheldon Creed *      | 8        |
| Brendan Gaughan      | 8        |
| Christopher Bell *   | 7        |
| Austin Dillon *      | 7        |
| Erik Jones *         | 7        |
| Mark Martin          | 7        |
| Ben Rhodes *         | 7        |
| James Buescher *     | 6        |
| Terry Cook           | 6        |
| Carl Edwards         | 6        |
| Bubba Wallace        | 6        |
| Rick Crawford        | 5        |
| Christian Eckes      | 5        |
| Corey Heim           | 5        |
| Kasey Kahne          | 5        |
| Scott Riggs          | 5        |
| Chandler Smith       | 5        |
| Mike Wallace         | 5        |
| Ryan Blaney          | 4        |
| Kurt Busch           | 4        |
| Rick Carelli         | 4        |
| Ross Chastain        | 4        |
| Carson Hocevar       | 4        |
| Tony Raines          | 4        |
| Jay Sauter           | 4        |
| David Starr          | 4        |
| Rich Bickle          | 3        |
| Clint Bowyer         | 3        |
| Ty Dillon            | 3        |
| Chase Elliott        | 3        |
| Stewart Friesen      | 3        |
| Todd Gilliland       | 3        |
| Justin Haley         | 3        |
| Andy Houston         | 3        |
| Parker Kligerman     | 3        |
| Kyle Larson          | 3        |
| Ty Majeski           | 3        |
| Tyler Reddick        | 3        |
| Dave Rezendes        | 3        |
| Aric Almirola        | 2        |
| Chase Briscoe        | 2        |
| Chad Chaffin         | 2        |
| Stacy Compton        | 2        |
| Cole Custer          | 2        |
| Erik Darnell         | 2        |
| Ron Fellows          | 2        |
| Noah Gragson         | 2        |
| Denny Hamlin         | 2        |
| Jimmy Hensley        | 2        |
| Kenny Irwin Jr.      | 2        |
| Joey Logano          | 2        |
| Nelson Piquet Jr.    | 2        |
| Ryan Preece          | 2        |
| Robert Pressley      | 2        |
| Brian Scott          | 2        |
| Tony Stewart         | 2        |
| Randy Tolsma         | 2        |
| Jon Wood             | 2        |
| Tyler Ankrum         | 1        |
| Spencer Boyd         | 1        |
| Colin Braun          | 1        |
| Jeb Burton           | 1        |
| Austin Cindric       | 1        |
| Joey Coulter         | 1        |
| Ricky Craven         | 1        |
| Matt Dibenedetto     | 1        |
| Tate Fogleman        | 1        |
| Cale Gale            | 1        |
| Kaz Grala            | 1        |
| Ricky Hendrick       | 1        |
| Shane Hmiel          | 1        |
| Brandon Jones        | 1        |
| Ben Kennedy          | 1        |
| Bob Keselowski       | 1        |
| Brad Keselowski      | 1        |
| John King            | 1        |
| Bobby Labonte        | 1        |
| Terry Labonte        | 1        |
| Jason Leffler        | 1        |
| Raphaël Lessard      | 1        |
| Donny Lia            | 1        |
| Justin Lofton        | 1        |
| Sam Mayer            | 1        |
| Jamie McMurray       | 1        |
| Butch Miller         | 1        |
| Ryan Newman          | 1        |
| Steve Park           | 1        |
| Bryan Reffner        | 1        |
| David Reutimann      | 1        |
| Elliott Sadler       | 1        |
| Boris Said           | 1        |
| Ken Schrader         | 1        |
| Scott Speed          | 1        |
| Jimmy Spencer        | 1        |
| Daniel Suárez        | 1        |
| John Wes Townley     | 1        |
| Martin Truex Jr.     | 1        |
| Michael Waltrip      | 1        |
| Brandon Whitt        | 1        |